# Клуб де Регаташ до Фламенго
„Клуб де Регаташ до Фламенго“ (на португалски: Clube de Regatas do Flamengo), или само „Фламенго“, е футболен отбор от гр. Рио де Жанейро, Бразилия. Спортният клуб за гребане е създаден е на 15 ноември 1895 г. Фламенго започва да има футболен отбор от 1912 г.
Играят домакинските си мачове на стадион „Ещадио Олимпико Жоао Авеланш“ с капацитет от 46 931 зрители. Президент на отбора е Патрисиа Аморим. За последно „Фламенго“ печели шампионската титла на Бразилия през 2009 г.
Отборът притежава общо 6 шампионски титли на Бразилия до 2011 г. Той е и най-популярният тим в страната – с 25 млн. привърженици. Вечният враг на „Фламенго“ е „Флуминензе“. Дербито между двата отбора е по-известно и като Фла-Флу.

## Успехи

### Национални
- Кампеонато Бразилейро Серия А (7): 1980, 1982, 1983, 1992, 2009, 2019, 2020
- Копа до Бразил (3): 1990, 2006, 2013

- Кампеонато Кариока (35): 1914, 1915, 1920, 1921, 1925, 1927, 1939, 1942, 1943, 1944, 1953, 1954, 1955, 1963, 1965, 1972, 1974, 1978, 1979 (Еспесиал), 1979, 1981, 1986, 1991, 1996, 1999, 2000, 2001, 2004, 2007, 2008, 2009, 2011, 2014, 2017, 2019

### Международни
- Междуконтинентална купа (1): 1981
- Копа Либертадорес (3): 1981, 2019, 2022
- Копа Меркосур (1): 1999
- Копа де Оро (1): 1996

## Известни играчи
- Зико
- Едмундо
- Ромарио
- Жулио Сезар
- Жуан
- Савио
- Адриано
- Деян Петкович
- Роналдиньо
- Винисиус Жуниор